# Profil d'ancrage
Le profil d'ancrage est l'élément principal des systèmes d'ancrage. Il est constitué d'un profilé en C sur le dos duquel sont fixés des clous d'ancrages. Le profil est utilisé pour la fixation dans les structures en béton ou en béton armé ; cet emploi rend plus facile l'installation et l'assemblage au chantier en permettant des réglages pratiques. 
Les goujons ne sont plus nécessaires avec cette technique. 
Pour réaliser l'ancrage, le profil d'ancrage se combine avec des vis et des plaques spécifiques.

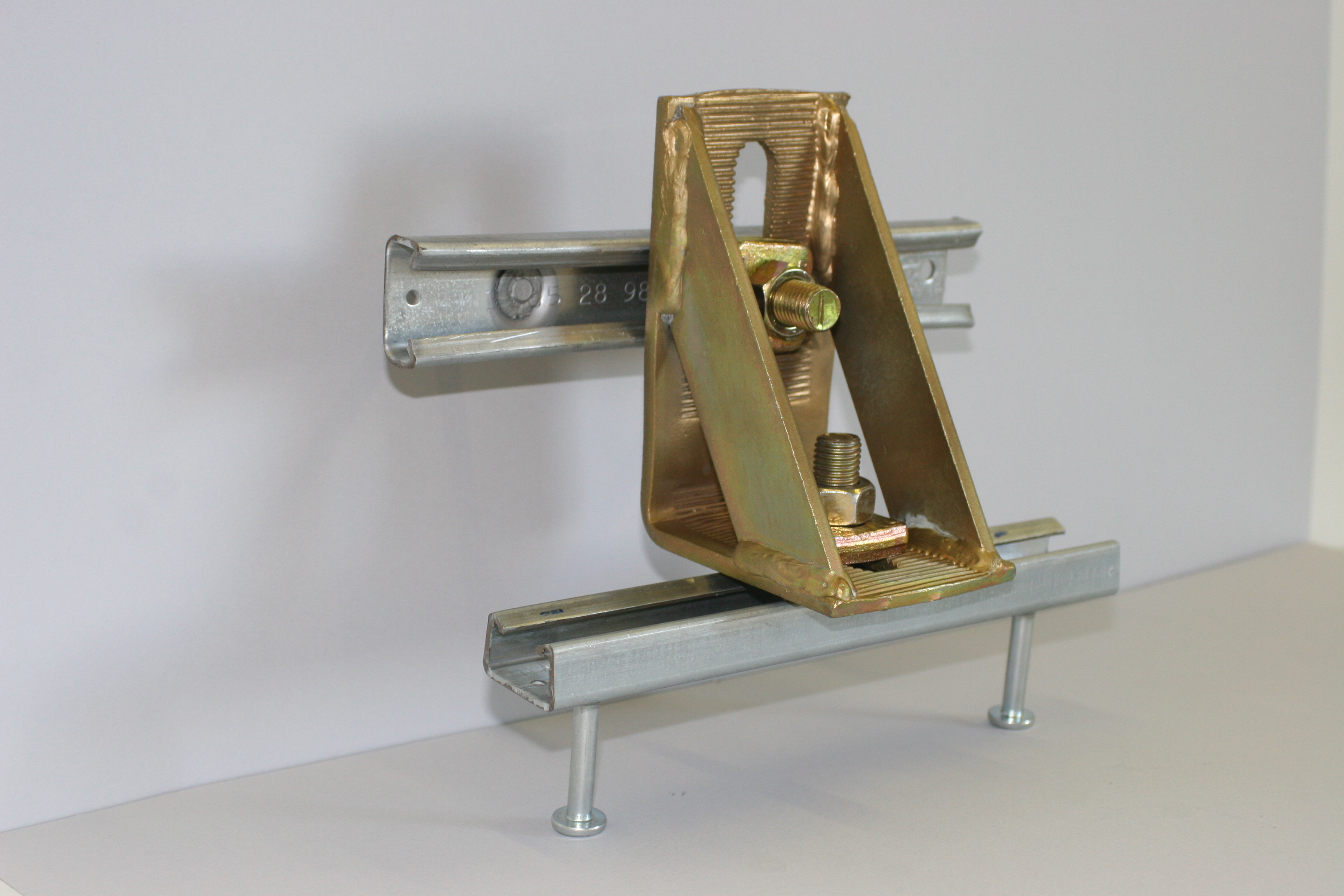
Système d'ancrage.

## Histoire
Le profil d'ancrage est à la base d'une technique de construction née en 1940 en Allemagne. En 1972 la première production italienne est créée par M. Giuseppe Locatelli qui invente la terminologie italienne de "Profilo d'ancoraggio".
Le profil d'ancrage permet l'application de charges d'allongement permanent, de cisaillement et de défilement en plus de charges combinées.
Le choix du profil d'ancrage est lié à la valeur de la charge à appliquer, à partir de 300 kg jusqu'à 3500 kg de traction sur un point.
Le profil d'ancrage est projeté en suivant les règles techniques pour les constructions.
En 2012, un règlement européen a été créé pour cette technologie, avec définition d'une marque CE ETA-09/0339.
Accessoires du profil d'ancrage :
- Vis Tête à marteau
- Vis Tête à ancre
- Plaque
- Plaque antidérapage
- Plaque à L
- Plaque à L antidérapage
- Plaquette de serrage
- Support